# 더 언빌리버스
더 언빌리버스(The Unbelievers)는 미국에서 제작된 구스 홀워다 감독의 2013년 다큐멘터리 영화이다. 아얀 히르시 알리 등이 주연으로 출연하였다.

## 출연

### 주연
- 아얀 히르시 알리
- 우디 앨런
- 리처드 도킨스
- 카메론 디아즈
- 릭키 제바이스